# Allosuctobelba hauseri
Allosuctobelba hauseri är en kvalsterart som beskrevs av Sandór Mahunka och Luise Mahunka-Papp 200. Allosuctobelba hauseri ingår i släktet Allosuctobelba och familjen Suctobelbidae. Inga underarter finns listade i Catalogue of Life.